# Ordenanzas de Julio
Las Ordenanzas de Julio (en francés: Ordonnances de Juillet) o Ordenanzas de Saint-Cloud (Ordonnances de Saint-Cloud), fueron una serie de decretos emitidos por Carlos X y Jules de Polignac, su primer ministro en julio de 1830. 
Desde el ascenso al trono de Carlos X, la situación política francesa se había venido deteriorando gravemente. Carlos X era un ferviente partidario del absolutismo,  y estaba apoyado por el partido ultramonárquico que se había formado durante el exilio de los Borbones durante la Revolución Francesa y el Imperio Napoleónico. El sesgo de dicho partido era fervorosamente católico y antirrevolucionario, y propugnaba la vuelta al antiguo régimen. Cuando sucedió a su mucho más moderado hermano Luis XVIII en el trono, Carlos X usó su influencia y su poder para garantizar el acceso del partido ultramonárquico al gobierno. Sin embargo, pese a que el gobierno seguía formado por ultramonárquicos, desde 1827 las cámaras legislativas francesas habían pasado a estar controladas por una mayoría de partidos opositores, de manera que las pretensiones absolutistas de Carlos X chocaban frontalmente con la realidad política de su país, sobre todo la de la burguesía, que veía en Carlos X a un absolutista represor. A lo largo de 1828 el antagonismo entre el rey y sus partidarios y el resto de partidos se hizo patente. Cuando a finales de 1829 se celebraron elecciones legislativas, los ultramonárquicos sufrieron una severa derrota electoral. Jules de Polignac, primer ministro de Carlos X y notorio ultramonárquico, convenció al rey de retrasar la constitución de las mismas hasta marzo de 1830 con la intención de maniobrar políticamente para garantizar a los absolutistas el poder; el retraso en la constitución ahondó la situación de antagonismo entre ultramonárquicos y liberales en Francia, que acusaron a Carlos X de querer dar un autogolpe de estado. 
Una vez constituidas las cámaras legislativas, éstas rechazaron el gobierno de Polignac mediante la famosa Carta de los 221 que obligaba al Rey a nombrar al gobierno con el apoyo de las cámaras, lo cual significaría de facto el desalojo de los ultramonárquicos del poder y la rendición de Carlos X de todos sus poderes a las cámaras. Polignac sugirió al rey que disolviera las cámaras, y se convocaron elecciones de nuevo. Convencido de que como rey por derecho de nacimiento y no por privilegio parlamentario, su deber principal era garantizar el orden y la estabilidad para Francia y los franceses, Carlos X siguió los consejos de Polignac y sus ministros, y decidió dar un paso más para garantizarse el control político de las  nuevas cámaras legislativas. Para ello, Carlos X debía hacer uso de los poderes de emergencia que le confería el artículo 14 de la Constitución, y aprobar una serie de medidas destinadas a anular políticamente a todos sus adversarios. 
El resultado de esto fue que el 9 de julio de 1830, Carlos anunció que en su interpretación del artículo 14 de la Constitución, reforzaría su gobierno mediante Ordenanzas. El 25 de julio, mientras se encontraba en Saint-Cloud, firmó las famosas Ordenanzas de Julio las cuales fueron publicadas en el periódico parisino Moniteur al siguiente día. 
Las ordenanzas del 26 de julio:
- Suspensión de la Libertad de Prensa
- Nuevos Consejeros de Estado
- Disolución de la Cámara de Diputados
- Número reducido de Diputados en las futuras Cámaras
- Reunión de nuevos Colegios Electorales para septiembre de ese mismo año
- Cancelación del derecho de enmienda de los diputados
- Exclusión de la burguesía de las nuevas elecciones[1]

La intención de dar tranquilidad a la población tuvo el efecto contrario y encolerizó a los ciudadanos. Los periodistas iniciaron la reacción desde los cuarteles de "El Nacional", fundado en enero de 1830 por Adolphe Thiers, Armand Carrel, y otros. El resultado final fue la Revolución de Julio y la caída de Carlos X y de la dinastía borbónica en Francia.